# Tomorrowland
Tomorrowland ist ein seit 2005 jährlich stattfindendes Open-Air-Musikfestival der elektronischen Tanzmusik (EDM) in der belgischen Stadt Boom, das vom Medienunternehmen WeAreOne.World (ehemals ID&T Belgien) veranstaltet wird. Das Festival hat sich über die Jahre zu einer der meistbesuchten EDM-Veranstaltungen weltweit entwickeltfindet; 2022 wurden an drei Wochenenden insgesamt 600.000 Besucher verzeichnet. Im März 2019 fand erstmals ein neuer Ableger mit dem Namen Tomorrowland Winter statt. Außerdem wird die Tomorrowland Brasil in Brasilien veranstaltet. Der Ableger TomorrowWorld in den USA wurde mittlerweile eingestellt.
Tomorrowland zeichnet sich vor allem durch seine „Märchenland“-Gestaltung der Bühnen und des Geländes aus. Vorbild war das niederländische Open-Air-Festival Mysteryland, welches von ID&T ausgerichtet wird. Verglichen wird es des Weiteren mit dem von 1992 bis 2013 auf der Krim veranstalteten Open-Air-Festival KaZantip.

## Geschichte
Tomorrowland wurde von den Gebrüdern und Medienunternehmern Michiel und Manu Beers ins Leben gerufen. 2005, zunächst noch als eintägiges Festival, traten am 14. August vor mehreren tausend Zuschauern auf zwei Dancefloors und in sechs Zelten Künstler wie Ferry Corsten, Sven Väth, Technoboy, Armin van Buuren, Monika Kruse, Yves Deruyter, Mystique, Toni Rios und David Guetta auf.
2006 fand das Festival zum ersten Mal Ende Juli statt, wo es bis heute seinen festen Platz im Festivalkalender hat. Künstler waren unter anderem Ferry Corsten, Armin van Buuren, Chris Liebing, David Guetta, Filterheadz, Axwell, Ben Sims, Promo und Paul Oakenfold.
2007 wurde das Festival erstmals über zwei Tage abgehalten.

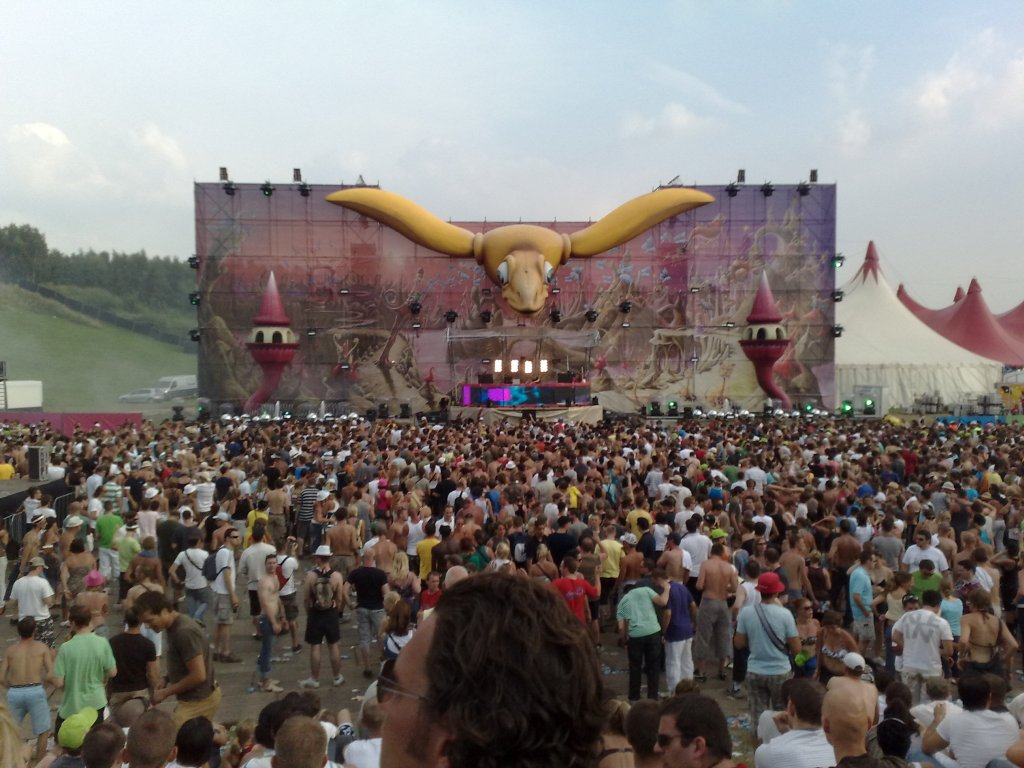
Tomorrowland 2008 – Carl Cox

2008 fand Tomorrowland am 26. und 27. Juli statt. Die Anzahl der Besucher – tageweise addiert – überschritt die 50.000er-Marke und es nahmen mehr als 100 DJs teil.
2009 war das Festival mit 90.000 Besuchern an beiden Tagen ausverkauft.
2010 überschritt Tomorrowland die 120.000er-Besuchermarke.
2011 wurde das Festival auf drei Tage verlängert. Nur wenige Tage nach dem offiziellen Vorverkauf wurde Tomorrowland mit 180.000 Besuchern als ausverkauft gemeldet.
2012 wurde es bei den International Dance Music Awards 2012 zum „Best Music Event Worldwide“ gewählt. Das Festival fand vom 27. bis 29. Juli statt und umfasste ein Line-Up aus 400 DJs, darunter Skrillex, Avicii, Marco Bailey, Skazi, David Guetta, The Nervo Twins, Hardwell, Swedish House Mafia, Afrojack, Steve Aoki, Carl Cox, The Bloody Beetroots, Paul van Dyk, Martin Solveig, Chuckie, Fatboy Slim, Dimitri Vegas & Like Mike und Pendulum. Die Auftritte fanden auf 3 Stages (Mainstage, Evolutionstage, Q-Dance Stage) und 15 Locations verteilt auf dem Festivalgelände statt. 190.000 Menschen aus über 75 Ländern waren anwesend, 35.000 von ihnen wohnten auf dem anliegenden Campingplatz „Dreamville“. Aufgrund des enormen Erfolgs des Festivals und der Tatsache, dass es ein belgisches Festival ist, entschied ID&T den Belgiern eine exklusive Chance mit einem Pre-Sale (80.000 der 185.000 Tickets) am 24. März zu geben. Der weltweite Verkauf begann am 7. April. Zeitweise waren 2.000.000 Menschen auf der Online-Warteliste. Innerhalb von 43 Minuten waren die restlichen 100.000 Tickets für den weltweiten Verkauf vollständig verkauft. Zusätzlich zu den regulären Tickets gab es über eine Partnerschaft mit Brussels Airlines die Möglichkeit Reisepakete aus über 15 Städten weltweit zu erwerben. Weitere 25 Fluggesellschaften organisierten diese Anreise. Ein weiterer Höhepunkt auf dem Festivalgelände 2012 war der „Cloud Rider“, das höchste mobile Riesenrad Europas. Das Festival wurde zum zweiten Mal in Folge bei den International Dance Music Awards 2013 zum „Best Music Event Worldwide“ gewählt.
2013 fand Tomorrowland vom 26. bis 28. Juli statt. Die Full-Madness-Pässe waren in 35 Minuten ausverkauft, und die restlichen Karten innerhalb einer Stunde.
2014 fand das Festival zum zehnten Geburtstag an zwei aufeinanderfolgenden Wochenenden statt (18.–20. und 25.–27. Juli 2014), für die jeweils eigene Tickets nötig waren. Zuvor stand das Stattfinden des zweiten Wochenendes aufgrund von Anwohnerklagen über den Lärm und den Müll in den Sternen. Vor Gericht scheiterten jedoch die Bürger, die mit juristischen Mitteln forderten, das Musikfestival an einen anderen Ort zu verlegen, mit ihrem Anliegen. Hinterher führte der Veranstalter ein regelmäßiges eintägiges Nachbarschaftsfest auf dem Tomorrowland-Festivalgelände ein, bei dem alle Anwohner freien Eintritt erhalten, verbunden mit kostenlosem Essen und Getränken bei DJ-Musik, damit die Bürger im Umfeld dort einen schönen Tag mit ihren Familien verbringen können. Für andere Besucher ist an diesem Tag das Festivalgelände gesperrt.
Trotz des enormen Kontingents waren 2014 alle 360.000 verfügbaren Karten binnen einer Stunde ausverkauft. Mitte April gaben die Veranstalter von Tomorrowland bekannt, dass der deutsche Komponist und Musikproduzent Hans Zimmer die Hymne zum Geburtstag des Festivals komponieren wird.
2015 fand das Festival wieder nur an einem Wochenende, und zwar vom 24. bis zum 26. Juli, statt. Als erster Act des Line Ups wurde das National Orchestra of Belgium bekannt gegeben. Die Tickets wurden innerhalb von Minuten verkauft.
2016 fand Tomorrowland vom 22. bis 24. Juli unter dem Motto The Elixir of Life statt.
2017 fand das Festival, wie auch schon im Jahr 2014, an zwei Wochenenden (21.–23. und 28.–30. Juli 2017) unter dem Motto Amicorum Spectaculum statt. Die ersten Bühnen wurden bereits bekannt, darunter von Future Sound of Egypt und A State Of Trance. Alle 360.000 Karten waren innerhalb einer Stunde ausverkauft.
2018 fand Tomorrowland erneut Ende Juli statt, dieses Mal mit dem Thema „The Story of Planaxis“, bei welchem sich alles um eine magische Unterwasser-Welt drehte. Die Mainstage war entsprechend mit Meeresmotiven und Muscheln gestaltet.
Im März 2019 hat Tomorrowland anlässlich ihres 15. Geburtstages ein zusätzliches Event mit dem Namen Our Story – 15 Years Tomorrowland während des Amsterdam Dance Events ankündigt. Dieses fand am 17.–18. Oktober 2019 im Amsterdamer Ziggo Dome statt.
2020 sollte Tomorrowland an zwei Wochenenden (17.–19. und 24.–26. Juli 2020) unter dem Motto The reflection of love stattfinden. Die Veranstalter gaben am 15. April 2020 bekannt, dass das Festival im Zuge der COVID-19-Pandemie abgesagt werden muss und kündigten gleichzeitig eine Ausgabe für 2021 (16.–18. und 23.–25. Juli 2021) an. Für das bedingt durch die Pandemie abgesagte Festival wurde die 2020 stattfindende Ausgabe von Tomorrowland unter dem Motto „Around the World“ zum ersten Mal als Digitales Live Event vom 25.–26. Juli 2020 abgehalten.
Die Absage für die Ausgabe im Jahr 2021 erfolgte am 23. Juni 2021 über die Internetseite der Veranstaltung. Entgegen der zuversichtlichen Aussichten der belgischen Regierung für Großveranstaltungen erteilte die Kommunalregierung der Gemeinden Boom und Rumst keine Genehmigung für das Festival.
In Bezug auf Drogenkonsum und -handel verfolgt der Veranstalter eine Nulltoleranzpolitik: Wenn ein Besucher mit illegalen Substanzen von Sicherheitsdienstmitarbeitern oder verdeckten Ermittlern erwischt wird, muss die Person das Gelände umgehend verlassen, zudem erhält der Besucher eine Strafanzeige und lebenslanges Hausverbot beim Tomorrowland-Festival.
2025 brannte die Hauptbühne zwei Tage vor Beginn des Festivals aus noch ungeklärter Ursache komplett ab. Es wurden keine Personen verletzt. Es wurde in kürzester Zeit eine Ersatz-Hauptbühne errichtet. Die Türme, an denen die PA-Anlage der Ersatz-Hauptbühne montiert wurden, sind von der Metal-Band Metallica zur Verfügung gestellt worden und wurden aus Österreich eingeflogen.

## Daten
| Datum                                  | Besucher 1 | Motto                          | Line-Up (Auswahl) |
| -------------------------------------- | ---------- | ------------------------------ | --- |
| 14. August 2005                        | 10.000     |                                | Push, Armin van Buuren, Cor Fijneman, Yves Deruyter, Technoboy, Coone, David Guetta |
| 30. Juli 2006                          | 15.000     |                                | Armin van Buuren, David Guetta, Fred Baker, Zany, Ruthless, Marco Bailey |
| 28.–29. Juli 2007                      | 20.000     |                                | Paul van Dyk, Roger Sanchez, David Guetta, Sander Kleinenberg, Bob Sinclar, Jeff Mills |
| 26.–27. Juli 2008                      | 50.000     |                                | Carl Cox, Armin van Buuren, Claude Young, Deadmau5, Dominik Eulberg, Ellen Allien, David Guetta |
| 25.–26. Juli 2009                      | 90.000     |                                | Push, Martin Solveig, Armand Van Helden, Sash!, Moby, Felix da Housecat, David Guetta, Paul van Dyk |
| 24.–25. Juli 2010                      | 120.000    |                                | David Guetta, Swedish House Mafia, Chuckie, Armin van Buuren, Dada Life, Roger Sanchez |
| 22.–24. Juli 2011                      | 180.000    |                                | Aly & Fila, Faithless, 2 Many DJs, David Guetta, Swedish House Mafia, Tiësto, Avicii, Paul van Dyk, Carl Cox |
| 27.–29. Juli 2012                      | 180.000    | The Book of Wisdom             | Aly & Fila, David Guetta, Swedish House Mafia, Avicii, Afrojack, Steve Aoki, Skrillex, Dimitri Vegas & Like Mike, Nervo, Hardwell, Niels van Gogh, Fatboy Slim, Carl Cox, Nicky Romero, Martin Solveig, The Bloody Beetroots, Bingo Players, Green Velvet |
| 26.–28. Juli 2013                      | 183.000    | The Arising of Life            | Aly & Fila, Avicii, Armin van Buuren, Steve Aoki, Tiësto, Paul van Dyk, Hardwell, Dimitri Vegas & Like Mike, Fedde Le Grand, Nervo, Sebastian Ingrosso, Carl Cox, Headhunterz, Markus Schulz, David Guetta, Alesso, Redfoo, Axwell, Yves V, Richie Hawtin |
| 18.–20. und 25.–27. Juli 2014          | 360.000    | The Key to Happiness           | Avicii, Afrojack, Aly & Fila, Armin van Buuren, Alesso, Dimitri Vegas & Like Mike, Eric Prydz, Hardwell, Tiësto, Laidback Luke, Dvbbs, Skrillex, Deorro, W&W, Nicky Romero, Steve Angello, David Guetta, Steve Aoki, Diplo, Martin Garrix, R3hab, Tujamo, Twoloud |
| 24.–26. Juli 2015                      | 180.000    | The Secret Kingdom of Melodia  | Paul Kalkbrenner, Avicii, Afrojack, Aly & Fila, Armin van Buuren, Alesso, Oliver Heldens, Dimitri Vegas & Like Mike, Green Velvet, Hardwell, Martin Garrix, W&W, Nicky Romero, David Guetta, Steve Aoki, Axwell Λ Ingrosso, Steve Angello, Tiësto, Markus Schulz, Dvbbs, Arty, Chuckie, Martin Solveig, Deorro, Dillon Francis, Blasterjaxx, Ummet Ozcan, Nick van de Wall |
| 22.–24. Juli 2016                      | 180.000    | The Elixir of Life             | Alesso, Aly & Fila, Armin van Buuren, Axwell Λ Ingrosso, Blasterjaxx, Carl Cox, Dada Life, Dannic, David Guetta, Deadmau5, Dimitri Vegas & Like Mike, Dvbbs, Dyro, Eric Prydz, Fedde Le Grand, Ferry Corsten, Galantis, Jay Hardway, KSHMR, Laidback Luke, Martin Garrix, Martin Solveig, Nicky Romero, Nervo, Oliver Heldens, Paul Kalkbrenner, R3hab, Robin Schulz, Sam Feldt, Sander van Doorn, Sidney Samson, Steve Angello, Steve Aoki, The Chainsmokers, Tiësto, W&W, Yves V                                                                            |
| 21.–23. und 28.–30. Juli 2017          | 360.000    | Amicorum Spectaculum           | Alle Farben, Adam Beyer, Afrojack, Alesso, Aly & Fila, Armin van Buuren, Axwell Λ Ingrosso, Carl Cox, Cedric Gervais, David Guetta, Dimitri Vegas & Like Mike, Don Diablo, Eric Prydz, Jauz, Joseph Capriati, Klingande, Krewella, Laidback Luke, KSHMR, Len Faki, Lost Frequencies, Marshmello, Martin Garrix, Martin Solveig, Mat.Joe, Nervo, Netsky, Nicky Romero, Oliver Heldens, Otto Knows, Paul Kalkbrenner, Robin Schulz, Steve Angello, Steve Aoki, Solomun, Sven Väth, Tchami, Tiësto, Tommy Trash, Timmy Trumpet, Ummet Ozcan, Yellow Claw, Yves V |
| 20.–22. und 27.–29. Juli 2018          | 400.000    | The Story of Planaxis          | Afrojack, Alan Walker, Alesso, Armin van Buuren, Axwell Λ Ingrosso, Ben Klock, Carl Cox, Charlotte de Witte, David Guetta, Dimitri Vegas & Like Mike, Don Diablo, Eric Prydz, Fedde Le Grand, French Montana, Hardwell, Kölsch, Lost Frequencies, Martin Garrix, Netsky, Nicky Romero, Oliver Heldens, Paul Kalkbrenner, Paul Oakenfold, Richie Hawtin, Robin Schulz, San Holo, Solomun, Steve Angello, Steve Aoki, Tchami, Tiësto, Timmy Trumpet, Ummet Ozcan, Vini Vici, W&W, Yellow Claw, Yves V, Boris Brejcha, Coone                                     |
| 19.–21. und 26.–28. Juli 2019          | 400.000    | The Book of Wisdom, The Return | Armin van Buuren, Above & Beyond, Adam Beyer, Carl Cox, A$AP Rocky, Infected Mushroom, Boris Brejcha, The Chainsmokers, Charlotte de Witte, Helena Hauff, John O’Callaghan, Bryan Kearney, Aly & Fila, Armand Van Helden, CamelPhat, Claptone, Dimitri Vegas & Like Mike, Flux, Lost Frequencies, Martin Garrix, Don Diablo, Nervo, Oscar and the Wolf, Radical Redemption, Robin Schulz, Solomun, Tale Of Us, Mike Williams, Mandy, Timmy Trumpet, Da Tweekaz, DJ Licious                                                                                    |
| 15.–17., 22.–24. und 29.–31. Juli 2022 | 600.000    | The Reflection of Love         | Armin van Buuren, Paul Kalkbrenner, Alesso, Boris Brejcha, Eric Prydz, Oliver Heldens, Hardwell, Tiësto, Charlotte de Witte, Dimitri Vegas & Like Mike, Martin Garrix, Nervo, Tale Of Us, Timmy Trumpet, Da Tweekaz, Mattn, W&W, Alan Walker, Marshmello, Felix Jaehn, Lost Frequencies, Alok, Bob Sinclar, Martin Solveig, Nicky Romero, Purple Disco Machine, Neelix, Yellow Claw, Lucas & Steve, Maceo Plex, Jauz, Apashe |
| 21.–23. und 28.–30. Juli 2023          | 400.000    | Adscendo                       | Armin van Buuren, Paul Kalkbrenner, Alesso, Eric Prydz, Oliver Heldens, Tiësto, Dimitri Vegas & Like Mike, Martin Garrix, Tale Of Us, Timmy Trumpet, Da Tweekaz, Mattn, W&W, Lost Frequencies, Alok, Purple Disco Machine, Amelie Lens, The Chainsmokers, Nina Kraviz, Yves Deruyter, Mandy, Angerfist, Mousse T., James Hype, Afrojack, Amber Broos, Netsky, Vini Vici, Steve Angello, Lilly Palmer |
| 19.–21. und 26.–28. Juli 2024          | 400.000    | Life                           | Swedish House Mafia, David Guetta, Armin van Buuren, Amelie Lens, Tiësto, Alesso, Hardwell, Steve Aoki, Solomun, Four Tet, Dimitri Vegas & Like Mike, Afrojack, Nicky Romero, Oliver Heldens, Don Diablo, Vintage Culture, Purple Disco Machine, Kölsch, Adam Beyer, Adriatique, Bonobo, Dixon, REZZ, deadmau5, Tale Of Us, Anyma, Keinemusik, CamelPhat, Fisher |
| 18.–20. und 25.–27. Juli 2025          |            | Unite                          | Afrojack, Alok, Âme, Amelie Lens, ANNA, Armin van Buuren, Artbat, Axwell, Bassjackers, Ben Böhmer, Boris Brejcha, Charlotte de Witte, Da Tweekaz, David Guetta, Dillon Francis, Dimitri Vegas & Like Mike, Dixon, Eric Prydz, Fisher, Hardwell, I Hate Models, James Hype, John Summit, Lost Frequencies, Martin Garrix, Robin Schulz, Solomun, Steve Aoki, Swedish House Mafia, Timmy Trumpet, Vini Vici |

## Ableger

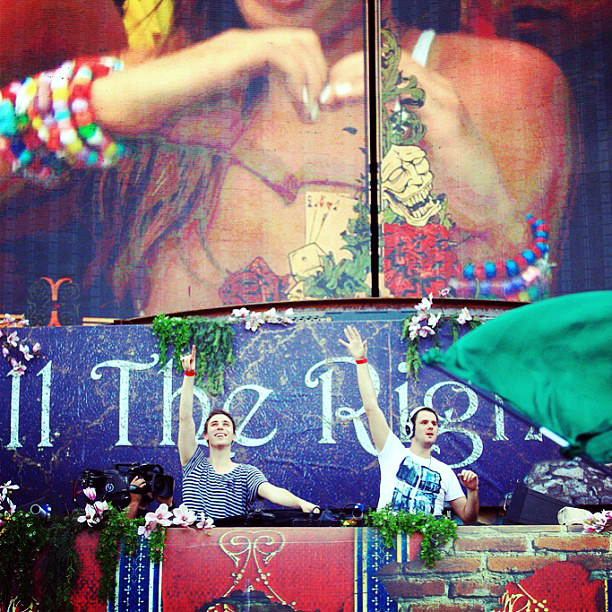
W&W bei TomorrowWorld 2013

### TomorrowWorld (USA)
Von 2013 bis 2015 gab es einen ersten Ableger namens TomorrowWorld. Das dreitägige Festival wurde jährlich am letzten Septemberwochenende in Chattahoochee Hills, Georgia, USA (bei Atlanta) veranstaltet. Zur ersten Ausgabe kamen an drei Tagen 150.000 Besucher. Seit dem Jahr 2016 findet TomorrowWorld nicht mehr statt.
| Name          | Datum                  | Besucher | Beleg |
| ------------- | ---------------------- | -------- | ----- |
| TomorrowWorld | 27.–29. September 2013 | 150.000  |       |
| TomorrowWorld | 26.–28. September 2014 | 160.000  |       |
| TomorrowWorld | 25.–27. September 2015 | 160.000  |       |

### Tomorrowland Brasil
Am 20. Juli 2014 verkündete David Guetta während seines Sets, dass Tomorrowland auf südamerikanischem Boden eine weitere Veranstaltungsstätte bieten wird. Tomorrowland Brasil fand das erste Mal vom 1. bis 3. Mai 2015 in Itu, São Paulo statt. 180.000 Menschen besuchten das Festival. Im Jahr 2017 fand das Festival nicht mehr statt. Die Veranstalter begründeten dies mit äußeren Einflussfaktoren, die es nicht mehr ermöglichten, die richtige Umgebung für Tomorrowland in Brasilien zu schaffen. Ab dem Jahr 2023 kehrte das Festival nach Brasilien zurück.
| Name                | Datum                | Besucher | Beleg  |
| ------------------- | -------------------- | -------- | ------ |
| Tomorrowland Brasil | 1.–3. Mai 2015       | 180.000  | [ 31 ] |
| Tomorrowland Brasil | 21.–23. April 2016   | 180.000  | [ 31 ] |
| Tomorrowland Brasil | 12.–14. Oktober 2023 |          | [ 31 ] |
| Tomorrowland Brasil | 11.–13. Oktober 2024 | 150.000  | [ 32 ] |

### Tomorrowland Winter (Frankreich)
Vom 9. bis 16. März 2019 fand erstmals der Ableger Tomorrowland Winter statt. 30.000 Menschen besuchten das Festival in Alpe d’Huez in den französischen Alpen.
2020 wurde die geplante 2. Ausgabe des Ablegers Tomorrowland Winter aufgrund der Ausbreitung des SARS-CoV-2-Virus abgesagt. 2022 fand Tomorrowland Winter vom 19. bis 25. März wieder statt, das Hauptfestival vom 23. bis 25. März.
| Name                | Datum             | Besucher | Beleg  |
| ------------------- | ----------------- | -------- | ------ |
| Tomorrowland Winter | 9.–16. März 2019  | 25.000   | [ 36 ] |
| Tomorrowland Winter | 19.–25. März 2022 | 18.000   | [ 37 ] |
| Tomorrowland Winter | 18.–25. März 2023 | 22.000   | [ 36 ] |
| Tomorrowland Winter | 16.–23. März 2024 | 22.000   | [ 36 ] |
| Tomorrowland Winter | 15.–22. März 2025 | 22.000   | [ 36 ] |

## Unite with Tomorrowland
Seit 2016 wird unter dem Titel Unite with Tomorrowland die Mainstage in mehreren Städten übertragen.
| Jahr | Veranstaltungsorte |
| ---- | --- |
| 2016 | Bogotá (Centro de Eventos), Gelsenkirchen (Veltins-Arena), Hyderabad (Gachibowli Indoor Stadium), Jerusalem (Pais Arena Jerusalem), Johannesburg (Ticketpro Dome), Mexiko-Stadt (Palacio de los Deportes), Tokio (Studio Coast)                                       |
| 2017 | Barcelona (Parc de Can Zam), Byblos (La Plage des Rois), Dubai (Festival City Concert Arena), Gelsenkirchen (Veltins-Arena), Incheon (Incheon-Munhak-Stadion), Kaohsiung (E-DA-Welt), Marsa (Marsa Sports Grounds), Tel Aviv (Israel Trade Fairs & Convention Center) |
| 2018 | Abu Dhabi (du Forum), Barcelona (Parc de Can Zam), Beirut (Beirut International Exhibition & Leisure Center), Marsa (Marsa Sports Grounds), Mexiko-Stadt (Deportivo Lomas Altas), Monza (Parco di Monza), Taipeh (Dajia Riverside Park)                               |
| 2019 | Athen (Fencing Center), Barcelona (Parc de Can Zam), Marsa (Marsa Sports Grounds), Porto (Parque Oriental da Cidade do Porto) |

Anmerkungen:
1. ↑  Abgebrochen wegen eines Bühnenbrandes.
2. ↑  Abgesagt wegen des Taifuns Nesat.